# Henrik Vestergaard
Henrik Vestergaard (Søborg, 27 aprile 1941) è un ex calciatore danese.

## Carriera
Vestergaard esordisce con il B 1903 nella 2. division 1958 terminata con la promozione nella massima serie danese grazie al primo posto ottenuto. Nella sua prima parte di militanza nel B 1903 ottiene come migliori piazzamenti due terzi posti nelle stagioni 1963 e 1965 ma retrocede in cadetteria al termine della 1. division 1967.
Nell'estate 1967 si trasferisce negli Stati Uniti d'America per divenire giocatore del New York Generals. Con i Generals ottiene il terzo posto dell'Eastern Division della NPSL.
Terminata l'esperienza americana, Vestergaard ritorna al B 1903, con cui vince la 2. division 1968, ottenendo così la promozione in massima serie.
L'anno seguente con la sua squadra vince il campionato, successo bissato anche la stagione dopo. Nella stessa stagione esordisce anche nella Coppa dei Campioni 1970-1971, nell'incontro valido per i sedicesimi di finale contro lo Slovan Bratislava, perso per 2-1.
Gioca anche entrambi gli incontri dei sedicesimi di finale contro il Celtic della Coppa dei Campioni 1971-1972, che vedranno prevalere per la somma delle reti gli scozzesi.
L'ultima stagione della sua esperienza al B 1903 è chiusa al secondo posto finale.
Nella stagione 1973 passa al Hvidovre, società con cui vince il suo terzo campionato. La stagione seguente, l'ultima disputata da Vestergaard, si conclude con una inaspettata retrocessione causata dal dodicesimo ed ultimo posto ottenuto in campionato.

## Palmarès
- 2. Division: 2

B 1903: 1958, 1968
- Campionato danese: 3

B 1903: 1969, 1970
Hvidovre: 1973